# Вулиця Спиридона Кириченка
Вулиця Спиридо́на Кириче́нка — одна з вулиць у місті Черкаси. Знаходиться у мікрорайоні Дахнівка.

## Розташування
Вулиця починається від вулиці Набережної і простягається на південний схід до вулиці Канівської. Її перетинають вулиці 2-го Українського фронту, Сержанта Волкова, від неї відходять вулиці Нова, 38-ї Армії, Чумацька та Мошногірська.

## Опис
Вулиця неширока та асфальтована, забудована приватними будинками, на початку праворуч до вулиці примикає невеликий лісовий масив.

## Історія
До 1983 року вулиця називалась на честь російського військового діяча Олександра Суворова, а після приєднання села Дахнівка до міста Черкаси була перейменована на честь почесного громадянина Черкас Спиридона Кириченка.